# Mount Henry (berg i Antarktis, lat -67,72, long 50,28)
Mount Henry är ett berg i Antarktis. Det ligger i Östantarktis. Australien gör anspråk på området. Toppen på Mount Henry är 1 500 meter över havet.
Terrängen runt Mount Henry är huvudsakligen lite kuperad. Trakten är obefolkad. Det finns inga samhällen i närheten. 